# Twisted Metal
Twisted Metal (рус. Искорёженный металл) — серия игр. Первая игра серии вышла в 1995 году и была исполнена в жанре битвы на автомобилях (совмещение жанров action и racing). С того времени вышло семь игр — пять для PlayStation, по две для PC и PlayStation 2 и по одной для PlayStation Portable и PlayStation 3. В основу сюжета лёг смертельный турнир, устраиваемый неким Калипсо, на который приглашаются лучшие водители со всего мира. Победителю достается главный приз — исполнение любого желания, проигравшему — смерть.

## Игровая серия

### Twisted Metal
Twisted Metal — первая игра серии. Вышла в 1995 году для Playstation. Одна из двух игр серии, которая была портирована на PC.

### Twisted Metal 2
Twisted Metal 2 — видеоигра от компании SingleTrac, вышедшая в 1996 году на Sony Playstation. Одна из двух игр серии, которая была портирована на PC.

### Twisted Metal III
Twisted Metal III — третья видеоигра из серии для игровой приставки PlayStation, которая вышла в 1998 году.

### Twisted Metal 4
Twisted Metal 4 — четвертая игра для Playstation из серии, выпущенная 989 Studios в 1999 году.

### Twisted Metal: Small Brawl
Twisted Metal: Small Brawl — пятая видеоигра из серии Twisted Metal и заключительная игра серии для PlayStation, вышедшая в 2001 году.

### Twisted Metal: Black
Twisted Metal: Black — видеоигра из серии Twisted Metal для PlayStation 2, вышедшая в 2001 году.

### Twisted Metal: Black Online
Twisted Metal: Black Online — сетевая версия видеоигры Twisted Metal: Black для PlayStation 2, вышедшая в 2002 году.

### Twisted Metal: Head-On
Twisted Metal: Head-On — видеоигра из серии Twisted Metal для PlayStation Portable, вышедшая в 2005 году.

### Twisted Metal: Head-On Extra Twisted Edition
Twisted Metal: Head-On Extra Twisted Edition — порт версии Twisted Metal: Head-On (PlayStation Portable) для PlayStation 2, вышедший в 2008 году.

### Twisted Metal (2012)
Twisted Metal — своеобразный ремейк игры 1995 года, первая видеоигра из серии Twisted Metal разработанная эксклюзивно для PlayStation 3. Вышла в 2012 году.

## Телесериал
О разработке телесериала было объявлено в феврале 2021 года. В сентябре 2021 года Энтони Маки был выбран на роль Джона Доу, а также был назначен исполнительным продюсером. Съёмки начались в мае 2022 года в Новом Орлеане и завершились в августе. Премьера сериала состоялась 27 июля 2023 года на канале Peacock.